# Botanica Helvetica
Botanica Helvetica (abreviado Bot. Helv.) es una revista con ilustraciones y descripciones botánicas que es publicada en Zúrich desde el año 1981. Fue precedida por Bericht der Schweizerischen botanischen Gesellschaft.